# Léon Vandermeiren
Léon Vandermeiren (8 gennaio 1896 – Bruxelles, 3 maggio 1955) è stato un calciatore belga.

## Palmarès
- Oro olimpico: 1

1920